# Coprosma glabrata
Coprosma glabrata är en måreväxtart som beskrevs av John William Moore. Coprosma glabrata ingår i släktet Coprosma och familjen måreväxter. Inga underarter finns listade i Catalogue of Life.